# Joël Baja
Joël Baja (Paramaribo, 3 augustus 1988) is een Surinaams voetballer die speelt als verdediger.

## Carrière
Baja begon in 2010 bij SV Robinhood en speelde er tot in 2014. Hij werd landskampioen in 2011/12 met de club. Daarop ging hij spelen voor Inter Moengotapoe tot in 2018. Hij speelde driemaal landskampioen met hen en won eenmaal de beker. Hij speelde in het seizoen 2018/19 voor tweedeklasser SV Happy Boys.
Hij speelde tussen 2011 en 2016 voor Suriname in 21 interlands.

## Erelijst
- Surinaams landskampioen: 2011/12, 2014/15, 2015/16, 2016/17
- Surinaamse voetbalbeker: 2016/17